# Milota
Milota község Szabolcs-Szatmár-Bereg vármegyében, a Fehérgyarmati járásban.

## Fekvése
Szabolcs-Szatmár-Bereg vármegye keleti csücskében, a magyar-ukrán határ mellett, a Tisza mentén fekvő település.
Tiszabecs 5 km, Szatmárcseke 14 km, Tiszacsécse 4 km, Túristvándi 14 km, Fehérgyarmat 28 km, Kölcse 7 km távolságra található.

## Története
Milota és környéke már a honfoglalás idején lakott hely lehetett, amire a település nevét adó Milota (Mélóta)-monda is utal:
Az Etelközből megindult magyarok útjukba ejtették Halocsot, melynek ura gazdagon megvendégelte őket. Kezesül, Tuszol leányát Mélótát is a magyarokra bízta, akinek jegyese Borzsova várának ura, Zengor volt. őseink a Kárpátokon átjutva a kezeseket visszaküldték, de időközben Álmos unokája, Béla halálosan beleszeretett Mélótába. A visszatért leányt Zengor nőül vette és Borzsova várába vitte. Béla búslakodott Mélota után és a harcok szünetében kísérőivel a Latorca völgyében kalandozott. Ekkor Zengor fogságába esett. Mélóta otthonában felismerte Bélát, aki bár elszökhetett volna, mégis visszamaradt. Árpád hírét vette Béla esetének és sietve indult, hogy kiszabadítsa. A várat ostromolja, s ekkor Zengor a feleségét kiszökteti a várból, hogy az ostromlók kezébe ne jusson. Rejtekhelye a mai Milota helyén volt. Mikor az asszony értesül, hogy a külső vár már elesett, az ismert rejtekúton visszamegy a várba, hogy Bélát megmentse. Páncélba öltözve a védők közé vegyül. Már a belső várat szorongatják a magyarok, amikor Béla a tornyot felgyújtva kardra kap és megrohanja a várudvaron lévő szláv harcosokat. Véletlenül a páncélba öltözött Mélótával kerül szembe, leszúrja őt, s csak azután ismeri fel, hogy azt ölte meg, akit életénél is jobban szeretett. Bánatában kardjába dől és elemészti magát.
A monda szerint Mélótát itt, a község régi helyén temettette el Árpád fejedelem.
Milota nevét az oklevelek 1181-ben említették először, a cégényi monostor határjárása alkalmával.
1315-ben a település a Szentemágócs nemzetség-ből származó Kölcsey család tagjainak birtoka. A birtokot a Kölcseyektől – hűtlenség miatt – elkobozták, azonban Nagy Lajos király visszaadta a családnak az elkobzott birtokot. 1344-től kisebb nagyobb megszakításokat leszámítva mindvégig a Kölcsey család tagjai voltak fő birtokosai.
1496-ban az Ujhelyi család nyert királyi adományt többek között Milota helységre is.
18. század végén fő birtokosai a Kölcsey családbeliek, de birtoka volt még itt a Tarpay, báró Perényi, gróf Barkóczy, Ormos, Horváth és Uketyevich családoknak is.
A falu hajdan a Tiszához közelebb feküdt, azonban az állandó árvízveszély miatt más
- magasabban fekvő – helyre költözött, mai helyén épült újjá.
A község „gerince”, „ősvonala”, a Nagy utcának is nevezett, Fő-, hivatalos nevén Vörösmarty utca. Keleti fele a Kis-vég, amelyet – ki tudja honnan ered a „majdnem fővárosi uszodás” elnevezés – Komját utcának is neveznek, a nyugati pedig a Nagy-vég. A Fő utcából nyílik a Kis utca és a Dombon húzódó Szugoly. A beletorkolló két kis mellékutca és a Nagy utca képezte „torkolatot” Csillag-saroknak nevezik. A Tiszához vezető keskeny utcát, a Balla-sikátort vagy-szorost és a Kis és a Nagy utcát összekötő Varga-sikátort is egy ott élő családról nevezték el. A Kis utca egyik fele a Rezes utca, amely onnan kapta a nevét, hogy régen egy öreg kolompár élt benne. A falu része volt az esténként egykor „feketén bólingató” fákkal ékes Epreskert, a Gyepű-árka, amely a belterület vizét vezette el és a Szeles-tó, amely egy vályogvető gödörből keletkezett.
A Tisza egyik milotai szakaszának Vész a neve. A szájhagyomány szerint az elnevezés alapjául az szolgált, hogy Ocskay gárdája itt úszta át a Tiszát. Mások a „törökvész” idejére teszik a keletkezését. Sokkal valószínűbb, hogy a név, amely a Vésztő településnévben is benne van – a helység tő utótagja (folyó)torkolatot jelent – a halászattal, közelebbről a víz fenekére érő nád- vagy vesszőfalakból álló halfogó eszköz nevét jelentő vejszével kapcsolatos. „A falu olyan vízfolyásnak a torkolatánál épült, amelyben vejszékkel halásztak” – olvashatjuk az FNESZ-ben (692. l.). Ma már a Vész határrész nevében a községbeliek is a névszóige főnévi jelentését érzik, s ezért keresik benne aveszély jelentésű vészt, holott a szónak – ahogy erre, Kiss Lajoshoz hasonlóan Csüry Bálint is tökéletesen rávilágít – ahhoz semmi köze sincs. Ez a vész, amely a dűlő nevében az igenévszónak csak homonimája, régebben, Szatmárban halászó helyet jelentett.

## Milotai dió
A diónemesítés nem más, mint a királyi dió demokratizálása.

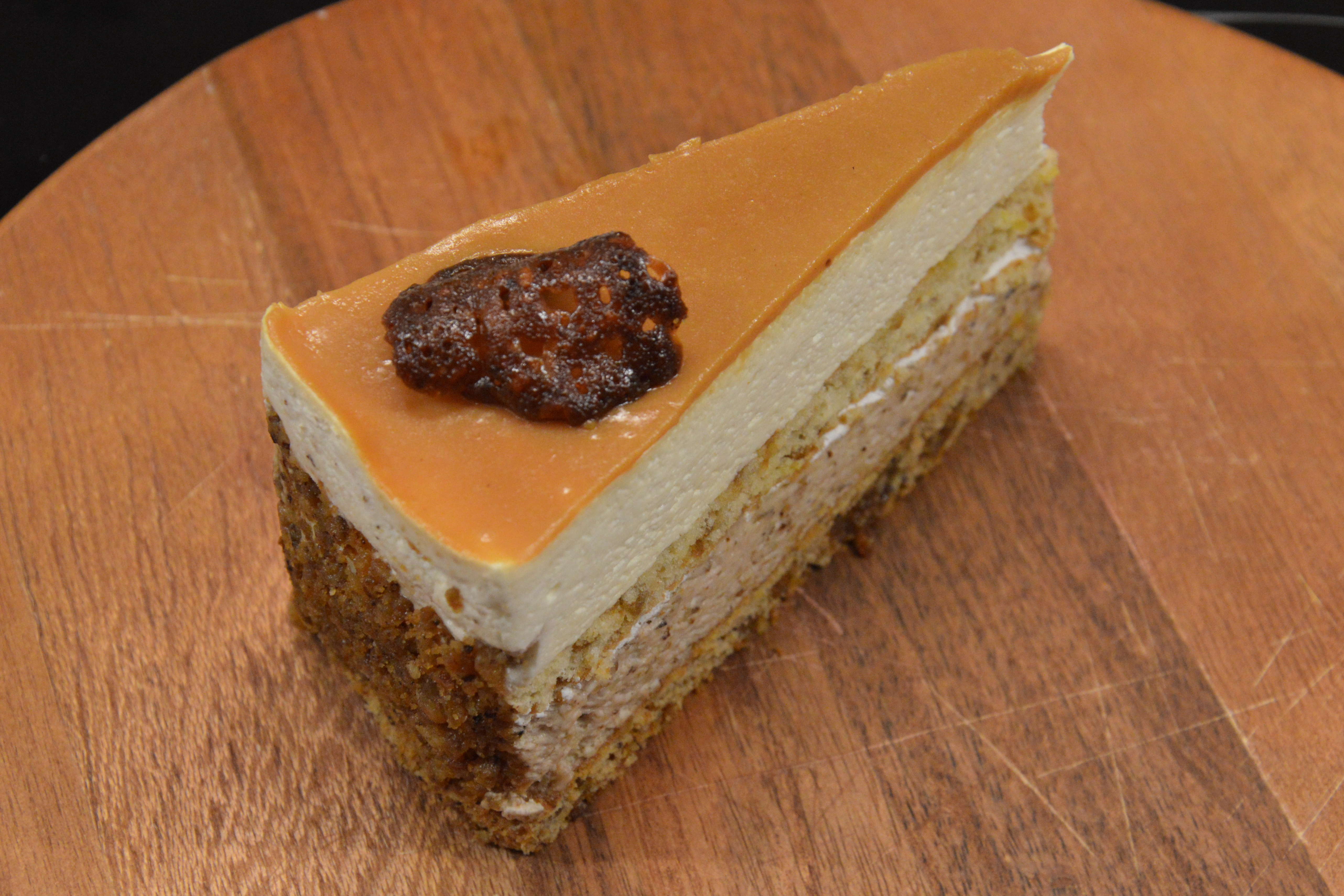
Milotai mézes grillázstorta 30 dkg milotai dió felhasználásával készült torta, 2013-ban az ország tortája

A falu híres diótermesztéséről, a környéken s a Tisza mentén diófaligetek (Juglans regia) húzódnak. A papírhéjú milotai diófajtát a 19. században az angol tőzsdén is jegyezték. Az egyik legjobb diófát a magonc populációból kiválogatott legjobb egyedek összehasonlító vizsgálata során a tiszaháti termesztőtájban, Milotán szelektálta dr. Szentiványi Péter nemesítő, „a magyar diónemesítés atyja”, az M 10-es fajtajelű dió fáját. Ez a fajta 1963 óta szerepel a nemzeti fajtajegyzékben. A fajta jelölésének az »M« betűje Milota község nevének első betűjét jelenti, a 10-es szám pedig a nemesítés során a 10. sikeres fa sorszámát őrzi. A szeptember végén érő Milotai 10 fajta gömb alakú dióinak héja sima, átlag átmérője 35 mm, színe sárgásbarna, a finom bél pedig világossárga, íze kellemes. Fagyérzékeny fajta, ezért fagyveszélyes helyeken a termesztését nem sikerül. A keresztezéses nemesítés eredményeként jelenleg 3 milotai hibrid diófajta kapott állami elismerést: Milotai bőtermő, Milotai kései℗ és a Milotai intenzív.
A méltán világhírű gömb alakú béldió, a világos színű és papírvékony héjú, könnyen törhető M10-es milotai dió tiszteletére minden év augusztus utolsó szombatján megrendezik a Nemzetközi Milotai Diófesztivált.
2013-ban a milotai dióval készült Milotai mézes grillázstorta nyerte el az ország tortája címet.

## Közélete

### Polgármesterei
- 1990–1993: Berki József (Agrárszövetség)[18][19]
- 1993–1994: Puskás Sándor (független)[20]
- 1994–1998: Puskás Sándor (független)[21][22]
- 1998–2002: Klapka György (független)[23][24]
- 2002–2006: Klapka György (független)[25][26]
- 2006–2010: Klapka György (független)[27][28]
- 2010–2014: Klapka György (független)[29]
- 2014–2019: Bunna Istvánné (független)[30][31]
- 2019–2024: Bunna Istvánné (Fidesz-KDNP)[32]
- 2024– : Bunna Istvánné (Fidesz-KDNP)[1]

## Népesség
Milota népessége 2011-ben még 816 fő volt, amely 2016 elejére 958 főre emelkedett. Ennek okai közt főleg az ukrán-magyar határ túloldaláról átköltöző népesség.
A település népességének változása:
| Lakosok száma | 910  | 906  | 909  | 909  | 848  | 873  | 883  |
|               | 2013 | 2014 | 2015 | 2021 | 2022 | 2023 | 2024 |

2001-ben a település lakosságának 91%-a magyar, 9%-a cigány nemzetiségűnek vallotta magát.
A 2011-es népszámlálás során a lakosok 93,3%-a magyarnak, 23,5% cigánynak, 0,2% ukránnak mondta magát (6,6% nem nyilatkozott; a kettős identitások miatt a végösszeg nagyobb lehet 100%-nál). A vallási megoszlás a következő volt: római katolikus 1,8%, református 79,4%, görögkatolikus 2,2%, evangélikus 0,3%, felekezeten kívüli 4,1% (9,3% nem válaszolt).
2022-ben a lakosság 92,3%-a vallotta magát magyarnak, 17,1% cigánynak, 0,6% ukránnak, 0,4% egyéb, nem hazai nemzetiségűnek (7,7% nem nyilatkozott; a kettős identitások miatt a végösszeg nagyobb lehet 100%-nál). Vallásuk szerint 1,8% volt római katolikus, 60,6% református, 0,9% görög katolikus, 2,1% egyéb keresztény, 0,4% evangélikus, 9% felekezeten kívüli (25,2% nem válaszolt).

## Nevezetességei
- Református temploma – 1772-ben, késő barokk stílusban épült
- Parókia – 1890-ben épült
- Védett fehérnyárfás, a Tisza partján
- Diófesztivál

## Nevezetes személyek
- Itt született Melotai Nyilas István (1571–1623) református püspök, egyházi író, Bethlen Gábor udvari főprédikátora.[37]

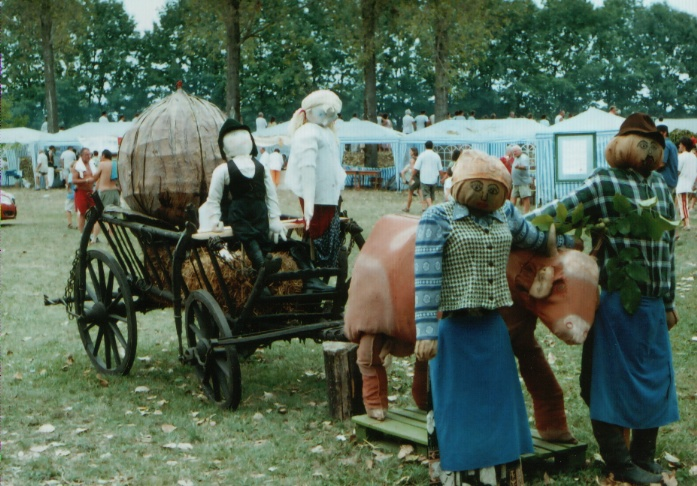
Diófesztivál 2007
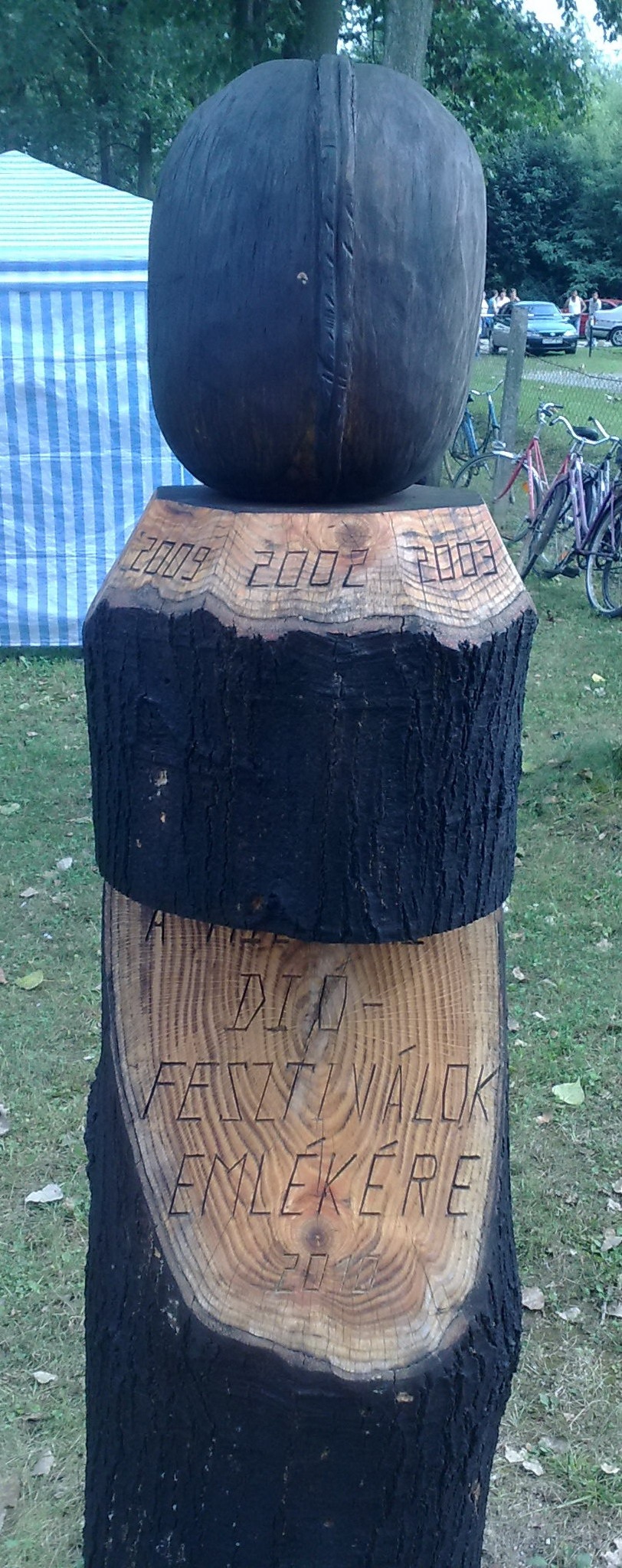
Emlékmű
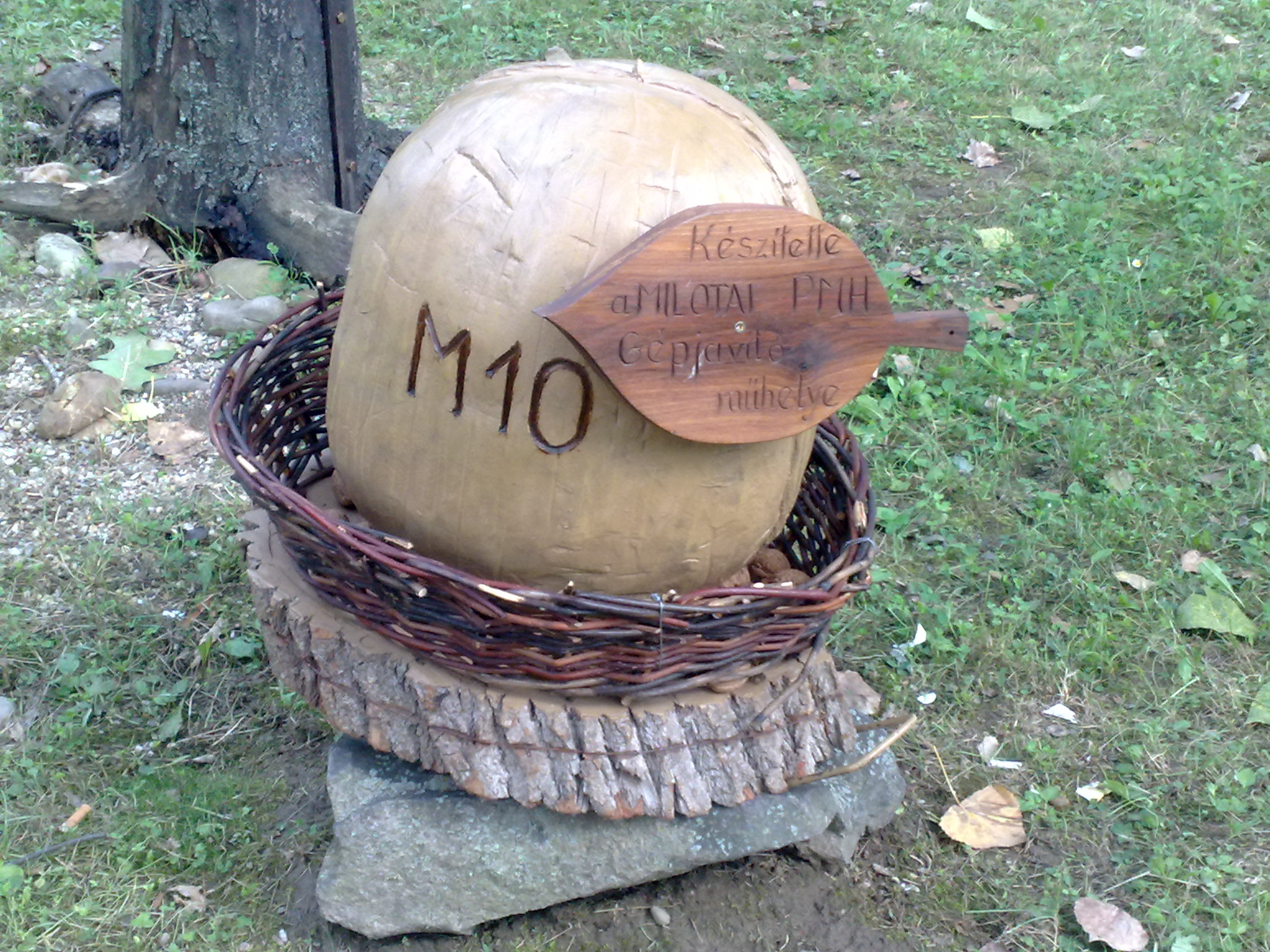
Fából faragott híres-neves M10-es milotai dió